# 'Ndrina Muto
(Nicola Gratteri il 19 luglio 2016 alla conferenza stampa dell'operazione Frontiera)
La ''ndrina' Muto è una cosca malavitosa o 'ndrina della 'ndrangheta calabrese di Cetraro coinvolta illegalmente nel settore turistico di Cetraro e dintorni nonché del mercato ittico dalla distribuzione al dettaglio dell'area con ramificazione nell'area campana del Cilento e nel traffico di droga.
Già dal 1992 viene denunciata una situazione di infiltrazione nel mercato ittico restata immutata fino al (2017).

## Storia
Alla fine degli anni Settanta si schierarono con i Pino-Sena in faida con i Perna-Pranno-Vitelli.
La faida terminò solo alla fine degli anni ottanta con un totale di 27 morti.
Il 21 giugno 1980 viene ucciso Giannino Losardo, consigliere comunale del Partito comunista di Cetraro, nonché attivista antimafia, di cui il mandante sarebbe stato Franco Muto ma che fu assolto in primo e secondo grado e la sentenza è passata in giudicato.
Negli anni '90 quando alcune cosche della Locride entrano nello smaltimento illegale di rifiuti radioattivi entrano in accordi con i Muto per la fornitura di motoscafi d'altura per lo smaltimento al largo delle scorie; notizia salite alle cronache nel 2009 e conosciuta come Relitto di Cetraro.
- 10 luglio 2002 - operazione Star Price contro i Pranno e i Muto[8].

Secondo il pentito Francesco Fonti nelle sue diverse dichiarazioni rese dopo il giugno del 2005 afferma di aver affondato la nave Cunski al largo di Cetraro in collaborazione con i Muto.
- Il 13 settembre 2009 viene trovata una nave, dietro le indicazioni del pentito Francesco Fonti (della 'ndrina dei Romeo), si pensa possa contenente rifiuti tossici e radioattivi. Gli autori dell'affondamento potrebbero essere stati affiliati dei Muto[9][10].
- Il 2 dicembre 2010 l'operazione dell'Arma dei Carabinieri del Nucleo Operativo della Compagnia di Paola, denominata "Ippocampo", congiuntamente a quella della Guardia di Finanza, denominata "Overloading", hanno permesso di arrestare oltre 70 persone riconducibili ai Muto e ai Chirillo per traffico internazionale di droga tra Lazio, Trentino-Alto Adige, Emilia-Romagna e Veneto e sequestrati beni dal valore di 200 milioni di euro[11].
- Il 9 marzo 2011 si conclude l'operazione Hummer che porta al sequestro di beni del valore di 41 milioni di euro tra Roma, il cosentino, Basilicata e Toscana[12].
- Il 5 maggio 2011 nell'ambito dell'operazione Cartesio vengono sequestrati al quarantatreenne Agostino Briguori di Bonifati (Cosenza), considerato dagli inquirenti il referente per il clan Muto in Emilia-Romagna, beni immobili e mobili del valore di 2 milioni di euro[13].
- Il 30 marzo 2012 si conclude l'operazione Tela di ragno dei Carabinieri di Cosenza in cui sono indagate 250 persone, sono stati eseguiti arresti in Calabria, Lombardia e Veneto. L'operazione fa luce anche sulla faida che imperversava nel cosentino tra il 1999 e il 2004 e su un delitto del 1979, del 1993 e del 2008. Le 'ndrine in questione sono: Muto di Cetraro, Lanzino-Locicero di Cosenza, Scofano-Martello-Ditto-La Rosa e Serpa di Paola, Calvano e Carbone di San Lucido, e Gentile-Besaldo di Amantea[14][15].
- Il 19 luglio 2016 con la conclusione dell'operazione Frontiera dei Carabinieri di Cosenza che porta a 58 ordinanze di custodia cautelare viene arrestato il boss Francesco Muto condannato per associazione mafiosa. L'operazione è scaturita dall'omicidio in Campania del sindaco di Pollica Angelo Vassallo[1].
- Il 19 gennaio 2017 si conclude l'operazione Cumbertazione che porta al sequestro di 54 imprese e 34 imprenditori riconducibili ai Piromalli, ai Muto nella figura di Angelina Corsanto, moglie di Franco Muto e ai Lanzino-Ruà aggiudicandosi negli ultimi 3 anni 27 gare d'appalto. L'operazione nasce nel 2014 a seguito dell'operazione Ceralacca 2[16][17].
- Il 17 dicembre 2018 si conclude l'operazione Lande Desolate da parte della Guardia Di Finanza coordinata dalla DDA di Catanzaro che ha portato all'emissione di 16 provvedimenti tra cui l'obbligo di dimora nel comune di residenza per il presidente della giunta regionale della Calabria Mario Oliverio. L'oggetto dell'indagine riguarda l'infiltrazione negli appalti della 'ndrina attraverso l'impresa Barbieri; l'impresa è stata l'unica partecipante all'appalto per la realizzazione di grandi opere come l'impianto sciistico di Lorica e come l'eliporto di Scalea[18][19][20].
- 10 marzo 2021: operazione Katarion contro i Muto[21][22].

## Organizzazione
- Francesco Muto o Franco Muto (1940), detto il re del pesce[23], capobastone coinvolto nella maxi operazione Missing del 2006[2][24], ed arrestato nell'operazione Frontiera nel 2016 a Cetraro. Dal settembre 2019, dal carcere con regime di 41-bis, doveva scontare la sua condanna ai domiciliari per i prossimi 7 anni e 10 mesi[25]. A maggio 2021, la Corte d'Appello di Catanzaro ha condannato il boss a 20 anni[26][27].
- Luigi Muto (1962), figlio di Francesco.